# La Bachellerie
La Bachellerie (trong tiếng Occitan La Bachalariá) là một xã của Pháp, nằm ở tỉnh Dordogne trong vùng Aquitaine của Pháp. Xã này có diện tích 17,34 km2, dân số năm 2006 là 819 người. Xã La Bachellerie nằm ở khu vực có độ cao trung bình 121 m trên mực nước biển.

## Hành chính
| Danh sách các xã trưởng                |             |                      |                  |         |
| Giai đoạn                              | Giai đoạn   | Tên                  | Đảng             | Tư cách |
|                                        |             | Jean-Raymond Lescure |                  |         |
| 1995                                   | đương nhiệm | Roland Moulinier     | không chính thức | bác sĩ  |
| Tất cả các dữ liệu trước đây không rõ. |             |                      |                  |         |

## Thông tin nhân khẩu
Năm 1864: 1657
| Năm    | 1962 | 1968 | 1975 | 1982 | 1990 | 1999 | 2006 |
| ------ | ---- | ---- | ---- | ---- | ---- | ---- | ---- |
| Dân số | 770  | 733  | 668  | 711  | 722  | 664  | 819  |